# سهره کاکلی خاکستری
سهره کاکلی خاکستری (نام علمی: Coryphospingus pileatus) نام یک گونه از سرده سهره‌های کاکلی است.